# إيناس عطاري
إيناس حسني عبد الغني دحادحة وتُعرف باسم إيناس عطاري (9 أبريل 1981 في الكويت – ) أستاذة جامعية فلسطينية، تشغل منذ مارس 2024 منصب وزير وزارة العمل ضمن حكومة محمد مصطفى.

## حياتها
وُلدت عطاري في الكويت عام 1981 لأسرة فلسطينية من بلدة عطارة شمال مدينة رام الله بالضفة الغربية. كان والدها طبيبًا في الكويت ولاحقًا مديرًا لمستشفى رام الله الحكومي.
حصلت على شهادة الماجستير الأولى في إدارة الأعمال من جامعة بيرزيت، وشهادة الماجستير الثانية في التسويق الدولي من جامعة ساسكس في المملكة المتحدة. أما شهادة الدكتوراه في التسويق الدولي والعلامات التجارية من جامعة يورك سانت جون في المملكة المتحدة.
عملت أستاذةً جامعية في جامعة بيرزيت منذ عام 2004 وحتى 2024، كما عملت لدى كلية يورك للأعمال بجامعة يورك سانت جون.
كما كانت أمينًا لسر مؤسسة جذور للإنماء الصحي والاجتماعي، وعضوًا في مجلس إدارة سلطة النقد الفلسطينية منذ 7 يونيو 2023.
في 28 مارس 2024، اعتمد الرئيس محمود عباس التشكيلة الوزارية للحكومة الفلسطينية التاسعة عشرة التي يرأسها محمد مصطفى ومنحها الثقة. وفي 31 مارس 2024، أدت عطاري اليمين القانونية وزيرةً لوزارة العمل في مقر الرئاسة الفلسطينية بمدينة البيرة.